# تفسير ابن كثير
تفسير القرآن العظيم المشهور بـ «تفسير ابن كثير»، للإمام عماد الدين أبي الفداء إسماعيل بن كثير القرشي الدمشقي المعروف بابن كثير (المتوفى 774 هـ)، هو من أشهر الكتب الإسلامية المختصة بعلم تفسير القرآن الكريم، ويُعدُّ من أشهر ما دُوِّن في موضوع التفسير بالمأثور أو تفسير القرآن بالقرآن، فيعتمد على تفسير القرآن بالقرآن الكريم، والسنة النبوية، وكذلك يذكر الأحاديث والآثار المسندة إلى أصحابها، وأقوال الصحابة والتابعين، كما اهتم باللغة العربية وعلومها، واهتم بالأسانيد ونقدها، واهتم بذكر القراءات المختلفة وأسباب نزول الآيات، كما يشتمل على الأحكام الفقهية، ويعتني بالأحاديث النبوية، ويشتهر بأنه يخلو من الإسرائيليات تقريبًا، ويضعه البعض بعد تفسير الطبري في المنزلة، ويفضله آخرون عليه.

## نبذة عن ابن كثير

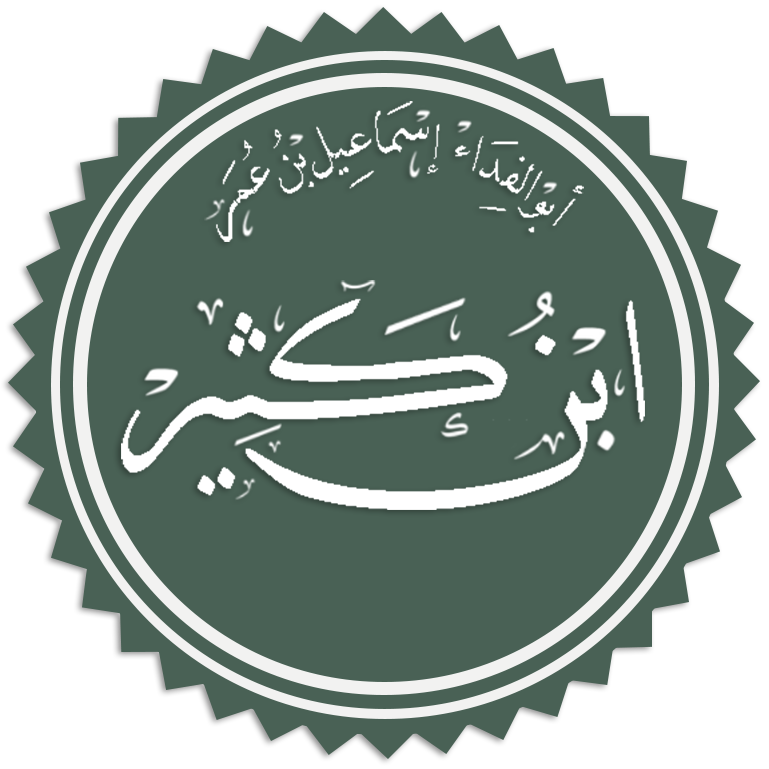
تخطيط اسم الإمام ابن كثير

هو عماد الدين أبو الفداء إسماعيل بن عمر بن كثير بن ضوء القرشي البصروي، ثم الدمشقي، مُحدّث ومفسر وفقيه، ولد بمجدل من أعمال دمشق سنة 701 هـ، و مات أبوه سنة 703 هـ، ثم انتقل إلى دمشق مع أخيه كمال الدين سنة 707 هـ بعد موت أبيه، حفظ القرآن الكريم وختم حفظه في سنة 711 هـ، وقرأ القراءات وجمع التفسير، وحفظ متن «التنبيه» في الفقه الشافعي سنة 718 هـ، وحفظ مختصر ابن الحاجب، وتفقه على الشيخين برهان الدين الفزاري، وكمال الدين ابن قاضي شهبة، سمع الحديث من ابن الشحنة، وابن الزراد، وإسحاق الآمدي، وابن عساكر، والمزي، وابن الرضى، شرع في شرح صحيح البخاري ولازم المزي، وقرأ عليه تهذيب الكمال، وصاهره على ابنته، وصاحب ابن تيمية،  ولي العديد من المدارس العلمية في ذلك العصر، منها: دار الحديث الأشرفية، والمدرسة الصالحية، والمدرسة النجيبية، والمدرسة التنكزية، والمدرسة النورية الكبرى، توفي في شعبان سنة 774 هـ، وَكَانَ قد أضرّ فِي أَوَاخِر عمره، ودفن بجوار ابن تيمية في مقبرة الصوفية خارج باب النصر من دمشق، له عدة تصنيفات أشهرها: تفسير القرآن العظيم، والبداية والنهاية، وطبقات الشافعية، الباعث الحثيث شرح اختصار علوم الحديث، والسيرة النبوية، وله رسالة في الجهاد، وشرع في كتاب كبير للأحكام ولم يكمله، وله شرح صحيح البخاري وهو مفقود.

## زمن التأليف
لم يحدد ابن كثير تاريخ بدايته في كتابة هذا التفسير ولا تاريخ انتهائه منه، لكن يستنبط البعض الحقبة التي ألفه فيها استنادًا إلى عدد من الأدلة؛ منها:
- أنه ألف أكثر من نصف التفسير في حياة شيخه المزي (المتوفى 742 هـ)، استنادًا أنه ذكر عند تفسير سورة الأنبياء شيخه المزي ودعا له بطول العمر.
- أن عبد الله الزيلعي (المتوفي 762 هـ)[معلومة 4] اقتبس منه في كتابه تخريج أحاديث الكشاف،[12] مما يدل على أنه قد انتشر قبل عام 762 هـ.
- ويُرجَح أنه انتهى من التفسير في يوم الجمعة 10 جمادى الآخرة 759 هـ، لما جاء في النسخة المكية والتي تُعتَبر أقدم النسخ، وقد جاء بآخرها: «آخر كتاب فضائل القرآن وبه تم التفسير للحافظ العلامة الرحلة الجهبذ مفيد الطالبين الشيخ عماد الدين إسماعيل الشهير بابن كثير، على يد أفقر العباد إلى الله الغني محمد بن أحمد بن معمر المقري البغدادي، عفا الله عنه ونفعه بالعلم، ووفقه للعمل به آمين  بتاريخه يوم الجمعة عاشر جمادى الآخرة من سنة تسع وخمسين وسبعمائة هلالية هجرية».

## منهج التفسير
يعتمد ابن كثير في تفسيره على التفسير بالمأثور وهو تفسير القرآن بالقرآن الكريم، والسنة النبوية، وكذلك يذكر الأحاديث والآثار المسندة إلى أصحابها، وأقوال الصحابة والتابعين، كما اهتم باللغة العربية وعلومها، واهتم بالأسانيد ونقدها، واهتم بذكر القراءات وأسباب النزول.

وقد ذكر ذلك في مقدمة التفسير فقال:
| تفسير ابن كثير | إن أصح الطرق في ذلك أن يفسر القرآن بالقرآن، فما أجمل في مكان فإنه قد فسر في موضع آخر، فإن أعياك ذلك فعليك بالسنة فإنها شارحة للقرآن وموضحة له، وحينئذ إذا لم نجد التفسير في القرآن ولا في السنة، رجعنا في ذلك إلى أقوال الصحابة، فإنهم أدرى بذلك، لما شاهدوا من القرائن والأحوال التي اختصوا بها، ولما لهم من الفهم التام، والعلم الصحيح، والعمل الصالح، لا سيما علماؤهم وكبراؤهم، كالأئمة الأربعة والخلفاء الراشدين، والأئمة المهديين، وعبد الله بن مسعود . إذا لم تجد التفسير في القرآن ولا في السنة ولا وجدته عن الصحابة، فقد رجع كثير من الأئمة في ذلك إلى أقوال التابعين، كمجاهد بن جبر فإنه كان آية في التفسير، ولهذا كان سفيان الثوري يقول: «إذا جاءك التفسير عن مجاهد فحسبك به.» وكسعيد بن جبير، وعكرمة مولى ابن عباس، وعطاء بن أبي رباح، والحسن البصري، ومسروق بن الأجدع، وسعيد بن المسيب، وأبي العالية، والربيع بن أنس، وقتادة، والضحاك بن مزاحم، وغيرهم من التابعين وتابعيهم ومن بعدهم، فتذكر أقوالهم في الآية فيقع في عباراتهم تباين في الألفاظ، يحسبها من لا علم عنده اختلافاً فيحكيها أقوالا وليس كذلك، فإن منهم من يعبر عن الشيء بلازمه أو بنظيره، ومنهم من ينص على الشيء بعينه، والكل بمعنى واحد في كثير من الأماكن، فليتفطن اللبيب لذلك، والله الهادي. | تفسير ابن كثير |

ومن منهجه في التفسير:
1. توضيح المعنى: تفسير الآية بعبارة سهلة، وبأسلوب مختصر، يوضِّح المعنى العام.
2. تفسير القرآن بالقرآن: تفسير الآية بآية أخرى إن وجدت؛ حتى يتبين المعنى، ويظهر المراد، وقد يذكر ابن كثير عدة آيات في تفسير الآية الأولى، وكأنه يجمع بين الآيات المتشابهة والمتماثلة في المعنى، والمتحدة في الموضوع، فتأتي الآيات المتناسبة في مكان واحد.
3. رواية الأحاديث: إن لم يجد ما يفسره بالقرآن فسره بالأحاديث النبوية، فيروي الأحاديث بأسانيدها غالبًا، وبغير إسناد أحيانًا.
4. التفسير بأقوال الصحابة: يُردِف ابن كثير في تفسير الآية ما وصله من أقوال الصحابة في تفسير هذه الآية، حسب المؤهلات التي يمتلكونها.
5. ذكر أقوال التابعين وتابعي التابعين: يذكر أقوال التابعين، وتابعي التابعين، ومَن يليهم من علماء السلف، وخاصةً أهل القرون الأولى.[11]
6. الإسرائيليات: كان ابن كثير ينبِّه على الإسرائيليات في التفسير، تارةً يذكرها ويعقِّب عليها بأنها دخيلة على الرواية الإسلامية، ويبين أنها من الإسرائيليات الباطلة المكذوبة، وتارةً لا يذكرها بل يشير إليها، ويبيِّن رأيه فيها، وقد نوَّه على وجود هذه الإسرائيليات في مقدمة تفسيره، فقال: «تُذكر للاستشهاد لا للاعتضاد».[15]
7. الأحكام الفقهية: يتعرض ابن كثير عند تفسير آيات الأحكام إلى بيان الأحكام الشرعية، ويستطرد في ذكر أقوال العلماء وأدلتهم، ويخوض في المذاهب ويعرض أدلتهم.
8. الشواهد اللغوية والشعرية: اعتمد ابن كثير على اللغة العربية في فهم القرآن، وفيأخذ في الاعتبار مقتضى الألفاظ، وأساليب اللغة، ودلالات الألفاظ، وشواهد الشعر التي تدل على المعنى، وتوضِّح المراد.
9. الأعلام والرجال: حرص ابن كثير على ذكر الأعلام الذين نُقِلت عنهم الآراء، فذكر العديد من أسماء العلماء وأعلام الرجال.
10. الاقتباس: اعتمد على من سبقه من المفسرين، وينقل عنهم، ويُصرح بذلك؛ ومنهم ابن جرير الطبري، وابن أبي حاتم، وابن عطية، وأقوال ابن تيمية.[16]

### العناية بالأحاديث

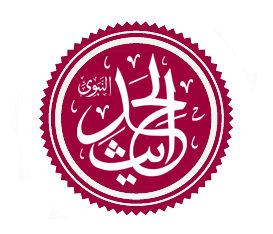
الحديث النبوي من أهم مصادر ابن كثير في التفسير

اعتني ابن كثير بالأحاديث، فكان يستعين بها في تفسير بها القرآن، فكان:
- يذكر الحديث بسنده.
- يذكر حكمه على الحديث في الغالب.
- ترجيح ما يرى أنه الحق، دون التعصب لرأي أو تقليد بغير دليل.
- يحشد الأحاديث الكثيرة في تفسير الآية الواحدة، حيث تُقدر الأحاديث المذكورة في تفسيره بآلاف الأحاديث.[17]

### اشتماله على المناقشات الفقهية
يلاحظ على ابن كثير أنه يدخل في المناقشات الفقهية ويذكر أقوال العلماء وأدلتهم عندما يشرح آية من آيات الأحكام، فيُبِيّن على موقفه من آيات الأحكام، وينقل أقوال أهل العلم، مشفوعة بأدلة كل منهم، ثم يُرجِّح من أقوالهم ما يرى أن الدليل يدعمه، أو أن السياق يؤيده.

### موقفه من الإسرائيليات
كان لابن كثير موقف معارض للإسرائيليات، وتفسيره يعد من الكتب الخالية من الإسرائيليات تقريبًا إلا القليل الذي يحكيه ثم ينبه عليه.
وبيّن ابن كثير رأيه في الإسرائيليات فقال بعد أن ذَكر حديثَ «بلّغُوا عنِّي ولو آيةً، وحدِّثوا عن بني إسرائيل ولا حَرَجَ، ومن كذب عليّ متعمدًا فليتبوأْ مقعده من النار»:
| تفسير ابن كثير | ولكن هذه الأحاديث الإسرائيلية تُذكر للاستشهاد، لا للاعتضاد. فإنها على ثلاثة أقسام: - أحدها: ما علمنا صحتَه مما بأيدينا مما نشهدُ له بالصدق، فذاك صحيح. - والثاني: ما علمنا كذبَه بما عندنا مما يخالفه. - والثالث: ما هو مسكوت عنه، لا من هذا القبيل ولا من هذا القبيل، فلا نؤمِنُ به ولا نكذّبه، وتجوزُ حكايتُه لما تقدّم. وغالبُ ذلك مما لا فائدة فيه تعودُ إلى أمرٍ دينيّ. ولهذا يختلف علماء أهل الكتاب في مثل هذا كثيرًا، ويأتي عن المفسرين خلافٌ بسبب ذلك. كما يَذكرون في مثل أسماء أصحاب الكهف ولون كلبهم وعِدّتهم، وعصا موسى من أيِّ شجر كانت؟ وأسماء الطيور التي أحياها الله لإبراهيم، وتعيين البعض الذي ضُرِبَ به القتيلُ من البقرة، ونوع الشجرة التي كلَّم الله منها موسى إلى غير ذلك مما أبهمه الله تعالى في القرآن، مما لا فائدة في تعيينه تعود على المكلفين في دنياهم ولا دينهم. ولكن نقلُ الخلاف عنهم في ذلك جائز. كما قال تعالى: ﴿سَيَقُولُونَ ثَلاثَةٌ رَابِعُهُمْ كَلْبُهُمْ﴾ سورة الكهف: 22 إلى آخر الآية. | تفسير ابن كثير |

### إثبات الصفات
يتبع ابن كثير في تفسيره مذهب السلف في إثبات الصفات وإمرارها كما جاءت من غير تكييف، ولا تشبيه، ولا تعطيل حسب قوله.
- فيقول في تفسير قوله تعالى: ﴿ثُمَّ اسْتَوَى عَلَى الْعَرْشِ﴾ سورة الأعراف:54:[21] «فللناس في هذا المقام مقالات كثيرة جداً، ليس هذا موضع بسطها، وإنما سلك في هذا المقام مذهب السلف الصلاح: مالك، والأوزاعي، والثوري، والليث بن سعد، والشافعي، وأحمد بن حنبل، وإسحاق بن راهويه وغيرهم،من أئمة المسلمين قديمًا وحديثًا، وهو إمرارها كما جاءت من غير تكييف، ولا تشبيه، ولا تعطيل. والظاهر المتبادر إلى أذهان المشبهين منفي عن الله، فإن الله لا يشبهه شيء من خلقه، و﴿ليس كمثله شيء وهو السميع البصير﴾ سورة الشورى:11 بل الأمر كما قال الأئمة - منهم نعيم بن حماد الخزاعي شيخ البخاري -: «من شبه الله بخلقه فقد كفر، ومن جحد ما وصف الله به نفسه فقد كفر»، وليس فيما وصف الله به نفسه ولا رسوله تشبيه، فمن أثبت لله تعالى ما وردت به الآيات الصريحة والأخبار الصحيحة على الوجه الذي يليق بجلال الله تعالى ونفى عن الله تعالى النقائص، فقد سلك سبيل الهدى.»
- ويقول في تفسير قوله تعالى: ﴿وَيَبْقَى وَجْهُ رَبِّكَ ذُو الْجَلَالِ وَالْإِكْرَامِ ۝٢٧﴾ سورة الرحمن:27:[22] «وهذه الآية كقوله تعالى: ﴿كُلُّ شَيْءٍ هَالِكٌ إِلَّا وَجْهَهُ﴾ سورة القصص:88، وقد نعت الله تعالى وجهه الكريم في هذه الآية الكريمة بأنه ﴿ذُو الْجَلَالِ وَالْإِكْرَامِ﴾، أي: هو أهل أن يجل فلا يعصى، وأن يطاع فلا يخالف»
- ويقول في قوله تعالى: ﴿وَجَاءَ رَبُّكَ وَالْمَلَكُ صَفًّا صَفًّا ۝٢٢﴾ سورة الفجر:22:[23] «﴿وَجَاء رَبُّكَ﴾، يعني: لفصل القضاء بين خلقه، فيجيء الرب تعالى لفصل القضاء كما يشاء، والملائكة يجيئون بين يديه صفوفًا صفوف»

## مكانة التفسير واهتمام العلماء به

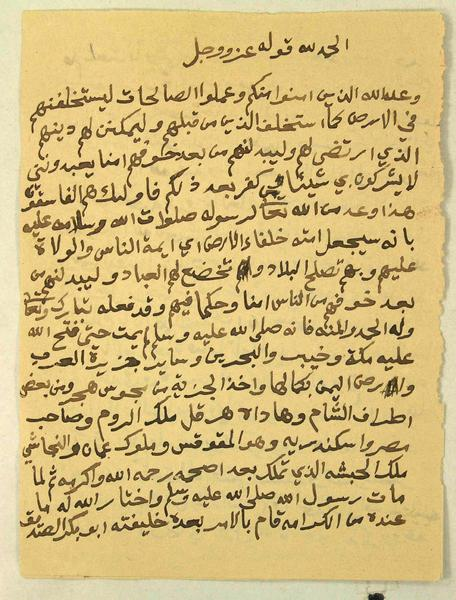
تفسير من مخطوطة قديمة لتفسير ابن كثير.

كتاب المصباح المنير في تهذيب تفسير ابن كثير، لصفي الرحمن المباركفوري (1943-2006م)، ويحتوي على ستة مجلدات، وتُرجِم إلى اللغة الأويغورية.

### مكانته
يُعَد تفسير ابن كثير من أشهر الكتب الإسلامية المختصة بعلم تفسير القرآن الكريم، وخاصةً التفسير بالمأثور أو تفسير القرآن بالقرآن، ويضعه البعض بعد تفسير الطبري في المنزلة، ويفضله آخرون عليه، وشهرته تعقب شهرة تفسير الطبري عند المتأخرين.
- قال السيوطي:[25] «وله (أي ابن كثير) التفسير الذي لم يؤلف على نمطه مثله.»
- قال محمد بن علي الشوكاني:[26] «وله التفسير المشهور وهو في مجلدات وقد جمع في فأوعى ونقل المذاهب والأخبار والآثار، وتكلم بأحسن الكلام وأنفسه، وهو من أحسن التفاسير إن لم يكن أحسنها.»
- قال أحمد محمد شاكر:[27] «وبعد فإن تفسير الحافظ ابن كثير أحسن التفاسير التي رأينا، وأجودها وأدقها بعد تفسير إمام المفسرين أبي جعفر الطبري.»
- قال محمد بن جعفر الكتاني:[28] «إنه مشحون بالأحاديث والآثار بأسانيد مخرجيها مع الكلام عليها صحةً وضعفًا.»
- قال عبد العزيز بن باز:[29] «تفسير ابن كثير تفسير عظيم، تفسير سلفي على طريقة أهل السنة والجماعة، وإن كان العناية بالأحاديث وطريقها، وعزوها إلى مخرجيها، فلا أعلم له نظيرًا»

### النسخ والمخطوطات
يُعتَبر تفسير القرآن العظيم من الكتب التي انتشرت في خزائن المكتبات الإسلامية، فقد وُجِدت نسخه في مكة والرياض ومصر وإسطنبول والهند والمغرب وإيرلندا وباريس، منها:
1. النسخة الأزهرية (هـ) هي نسخة محفوظة بمكتبة الأزهر برقم (168) تفسير، وتحتوي على الكتاب كاملًا في سبعة مجلدات، قام بنسخها محمد بن علي الصوفي وانتهى منها في 10 جمادى الأولى 825 هـ، وصفها الشيخ أحمد محمد شاكر بأنها: «نسخة يغلب عليها الصحة، والخطأ فيها قليل.»، طبعت بدار الشعب سنة (1390 هـ) بتحقيق عبد العزيز غنيم، ومحمد أحمد عاشور، ومحمد إبراهيم البنا.
2. نسخة مكتبة الأوقاف ببغداد (م) هي نسخة قديمة، وهي أقدم نسخ التفسير، والموجود منها ثلاثة أجزاء، الجزء الرابع في مكتبة تشستربتي برقم (3143)، ويبدأ بتفسير سورة الأنعام، وينتهي بتفسير الآية (60) من سورة الأنفال. والجزآن التاسع والعاشر محفوظان بمكتبة الحرم المكي برقم (91) ويبدأ الجزء التاسع بتفسير سورة الشورى وينتهي العاشر بآخر الكتاب، وبذيله كتاب فضائل القرآن، نسخها محمد بن أحمد بن معمر المقري البغدادي وانتهى منها سنة 759 هـ.
3. نسخة تشستربتي (ط) هي نسخة محفوظة بمكتبة تشستربتي بإيرلندا برقم (3430)، وتحتوي على الجزء الأول ويبدأ من أول التفسير وينتهي بتفسير الآية ﴿إِنَّ الَّذِينَ آمَنُوا وَالَّذِينَ هَاجَرُوا وَجَاهَدُوا فِي سَبِيلِ اللَّهِ﴾ سورة البقرة:218، وفيها سقط وبها حواش من خط المؤلف وعليها تصحيحات، وهي من مصورات جامعة محمد بن سعود الإسلامية، قام بنسخها أحمد بن محمد بن المحب، المتوفى سنة 776 هـ.[31]
4. نسخة تشستربتي (ب) هي نسخة محفوظة بمكتبة تشستربتي بإيرلندا برقم (4052)، وتحتوي على الجزء الأول وينتهي بتفسير الآية: هي قوله تعالى ﴿يَابَنِي إِسْرَائِيلَ اذْكُرُوا نِعْمَتِيَ الَّتِي أَنْعَمْتُ عَلَيْكُمْ﴾ سورة البقرة:47، وهي من مصورات جامعة محمد بن سعود الإسلامية أيضًا.
5. نسخة الحرم المكي (ج) وهي نسخة محفوظة بمكتبة الحرم المكي بمكة المكرمة برقم (91) وتحتوي على الجزء الأول، ويبدأ بأول التفسير، وينتهي عند قوله تعالى ﴿إِنْ تَجْتَنِبُوا كَبَائِرَ مَا تُنْهَوْنَ عَنْهُ﴾ سورة النساء:31.
6. نسخة الحرم المكي (س) وهي نسخة محفوظة بمكتبة الحرم المكي برقم (91)، وتبدأ بتفسير سورة سبأ وتنتهي بتفسير سورة فصلت، نسخها محمد بن بهاء الدين عبد الله الشجاعي سنة 769 هـ.
7. نسخة الحرم المكي (ف) وهي نسخة محفوظة بمكتبة الحرم المكي بمكة المكرمة برقم (91) وتحتوي على تفسير أول سورة النمل إلى نهاية تفسير سورة الأحزاب.
8. نسخة الحرم المكي (ك) هي نسخة محفوظة بمكتبة الحرم المكي بمكة برقم (91)، وتبدأ من أول سورة الأعراف، وتنتهي بنهاية تفسير سورة التوبة.
9. نسخة جامعة الرياض (د) وهي نسخة محفوظة بجامعة الملك سعود بالرياض برقم (4052) وتبدأ من تفسير الآية: 31 من سورة النساء، وتنتهي بتفسير الآية 36 من سورة التوبة، وهي نسخة حديثة، لكن يغلب عليها الاختصار وحذف الأسانيد.
10. نسخة جامعة الرياض (د)هي نسخة محفوظة بجامعة الملك سعود بالرياض برقم (4052) وتبدأ من تفسير الآية: 31 من سورة النساء، وتنتهي بتفسير الآية 36 من سورة التوبة.
11. نسخة آيا صوفيا (و) هي نسخة محفوظة بمكتبة آيا صوفيا بتركيا برقم (122)، وتبدأ بأول الكتاب، وتنتهي بنهاية تفسير سورة آل عمران.
12. نسخة ولي الدين جار الله (ر) هي نسخة محفوظة بمكتبة ولي الدين جار الله بتركيا، وهي بتاريخ 837 هـ وتبدأ بتفسير سورة آل عمران وتنتهي بتفسير الآية: 95 من سورة المائدة.
13. نسخة ولي الدين جار الله (ت) هي نسخة محفوظة بمكتبة ولي الدين جار الله بتركيا، وهي مجلدان: المجلد الرابع: ويبدأ من تفسير سورة التوبة، وينتهي بنهاية تفسير سورة الحج، والخامس: ويبدأ من تفسير أول سورة القصص حتى آخر سورة الحجرات، نسخها علي بن يعقوب الشهير بابن المخلص سنة 799 هـ.
14. نسخة الحميدية (أ) هي نسخة محفوظة بالمكتبة الحميدية بتركيا، وتحتوي على الكتاب كاملًا وخطها دقيق ومزينة بالذهب، وهي حديثة ومنقولة عن نسخة معتمدة.

### المختصرات
أشهر مختصرات تفسير ابن كثير هي:
- عمدة التفسير عن الحافظ ابن كثير، للشيخ أحمد محمد شاكر (1892م-1958م).[32]
- تيسير العلي القدير لاختصار تفسير ابن كثير، للشيخ محمد نسيب الرفاعي.[33]
- حسن التحرير في تهذيب تفسير ابن كثير، للشيخ محمد الحمود النجدي.[34]
- القبس المنير مختصر تفسير ابن كثير، لمحمد سليمان الأشقر (1930-2009م).[35]
- المصباح المنير في تهذيب تفسير ابن كثير، لصفي الرحمن المباركفوري (1943-2006م).[36]
- اليسير في اختصار تفسير ابن كثير، اختصره ثلاثة من مدرسي دار الحديث الخيرية بمكة المكرمة، وهم:[37] صلاح بن محمد عرفات، ومحمد بن عبد الله الشنقيطي، وخالد بن فوزي عبد الحميد.

### المعلومات
1. ↑  جاء في تذكرة الحفاظ: «وصحب الشيخ تقي الدين ابن تيمية، وكانت له به خصوصية، وكان يفتي برأيه في مسألة الطلاق، وامتحن بسبب ذلك وأوذي.»
2. ↑  جاء في كتاب بغداد لمحمد مكية: أن المدرسة النجيبية أو مدرسة أبي النجيب السهرودي هي مدرسة تاريخية يعود تأسيسها إلى العصر العباسي في بغداد. وهي من المدارس الشافعية التي تقع في الجزء الشرقي من المدينة. بناها عبد القاهر بن عبد الله البكري الصديقي الشافعي، المتوفى عام 1167، والذي دُفن فيها، ولايزال قبره ظاهرًا هناك، إلا أن المدرسة لم تعد موجودة اليوم.
3. ↑  هي مدرسة أنشأها نور الدين زنكي بدمشق، قال عنها الرحالة ابن جبير: «من أحسن مدارس الدنيا مظهرًا مدرسة نور الدين، وهي قصر من القصور الأنيقة ينصب منه الماء من شاذوران وسط نهر عظيم ثم يمتد في ساقية مستطيلة إلى أن يقع في صهريج كبير وسط الدار فتحار الأبصار في حسن ذلك المنظر».
4. ↑  عبد الله بن يوسف الزيلعي الحنفي المصري جمال الدين أبو محمد إمام ومحدث، نسبه إلى بلدة زيلع، وهي الآن من أرض الصومال، ثم عاش في مصر، اشتغل كثيرًا وسمع من أصحاب النجيب، وأخذ عن المزي، والذهبي، وابن عقيل النحوي، وأخذ عن الفخر الزيلعى شارح الكنز وعن القاضى علاء الدين ابن التركمانى، ولازم مطالعة كتب الحديث. مات بالقاهرة في محرم سنة 762 هـ
5. ↑  الإسرائيليات هي الأحاديث والأخبار المنقولة عن بني إسرائيل أو عن كتبهم

## وصلات خارجية
- تفسير ابن كثير، على إسلام ويب.
- تفسير ابن كثير، على أمازون كيندل.
- كتاب الأسبوع، تفسير القرآن العظيم، موقع الدرر السنية.
- تفسير ابن كثير من التفاسير السلفية، فتاوى ابن باز.